# Enlightened Sound Daemon
Enlightened Sound Daemon (ESD или EsounD) — звуковой сервер, изначально разрабатывавшийся для оконного менеджера Enlightenment и использовавшийся в среде GNOME до её перехода на Pulseaudio.
ESD смешивает звуковые потоки нескольких одновременно выполняемых программ и выводит получающийся поток на звуковую плату.
ESD также может управлять передачей звука посредством сети. Так, приложения, поддерживающие ESD, могут передавать аудио поток по сети любому присоединённому компьютеру, на котором запущен сервер ESD.
Поддержка ESD должна быть специально реализована в приложении, поскольку ESD не эмулирует обычные звуковые API. Так как ESD был доступен на протяжении более чем десятилетия — раньше чем большинство других звуковых серверов, то очень большое количество приложений Unix поддерживают ESD непосредственно или с помощью дополнений.
Альтернативные звуковые серверы — JACK Audio Connection Kit (который не поддерживает сетевой звук, но его поддерживает netjack), aRtsd, NAS и PulseAudio.